# Vên
Vên je první extended play švýcarské folkmetalové skupiny Eluveitie. Bylo vydáno 18. října 2003. V srpnu 2004 vyšla předělaná verze na základě smlouvy s vydavatelstvím Fear Dark Records. Další re-vydání vyšlo na jaře 2008 prostřednictvím Twilight Records.

## Seznam skladeb
| Pořadí         | Název                 | Autor          | Délka |
| -------------- | --------------------- | -------------- | ----- |
| 1.             | D'vêritû agâge d'bitu | Glanzmann      | 2:26  |
| 2.             | Uis Elveti            | Glanzmann      | 4:16  |
| 3.             | Ôrô                   | D. Marfurt     | 2:20  |
| 4.             | Lament                | Glanzmann      | 3:34  |
| 5.             | Druid                 | Glanzmann      | 6:41  |
| 6.             | Jêzaïg                | Glanzmann      | 4:51  |
| Celková délka: | Celková délka:        | Celková délka: | 24:08 |